# Chiesa di Sant'Antonio di Padova (Castello-Molina di Fiemme)
La chiesa di Sant'Antonio di Padova è la parrocchiale di Molina di Fiemme, frazione di Castello-Molina di Fiemme in Trentino. Rientra nella zona pastorale di Fiemme e Fassa dell'arcidiocesi di Trento e risale al XIX secolo.

## Storia

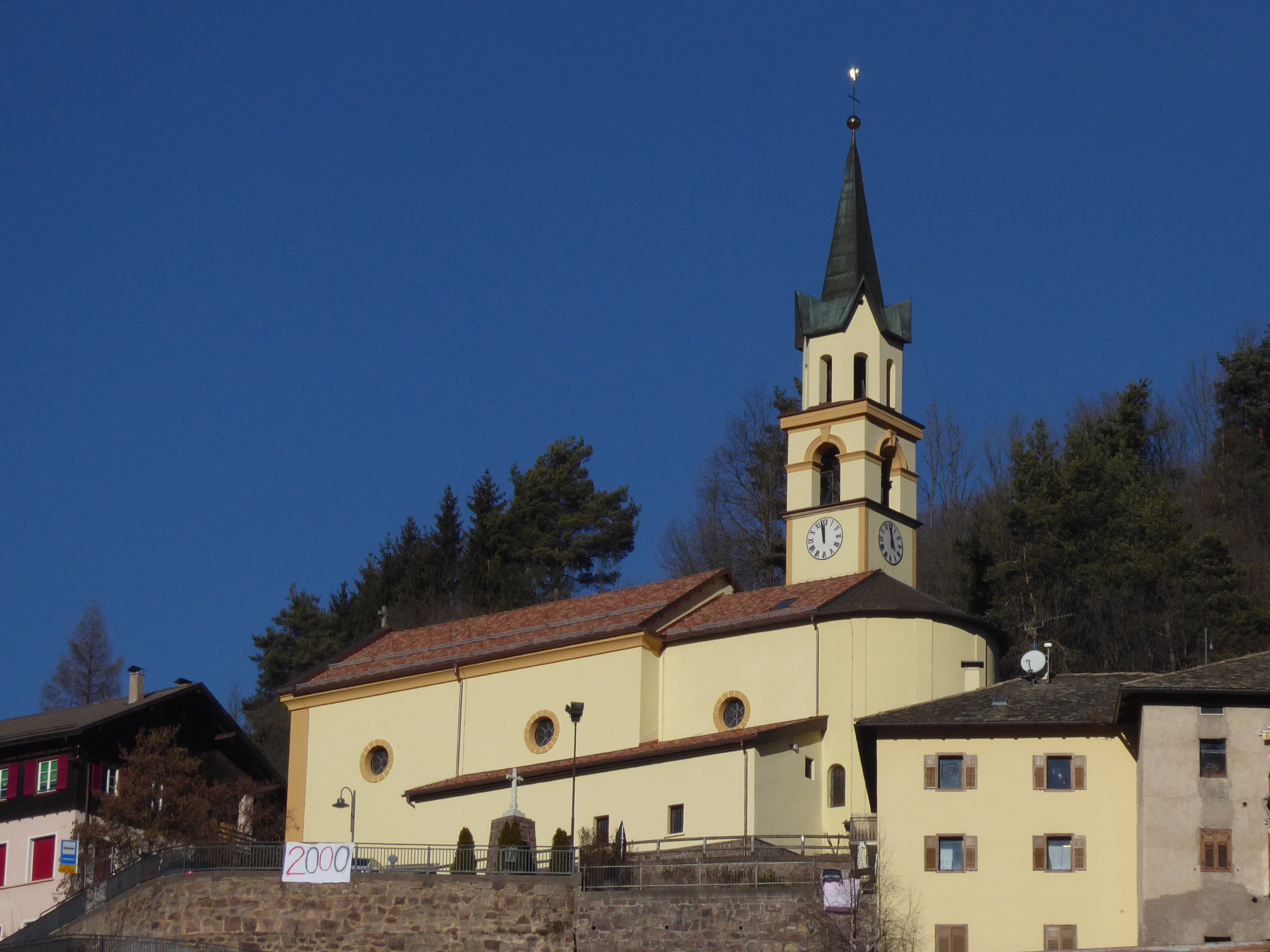
Chiesa di Sant'Antonio vista lateralmente dal basso

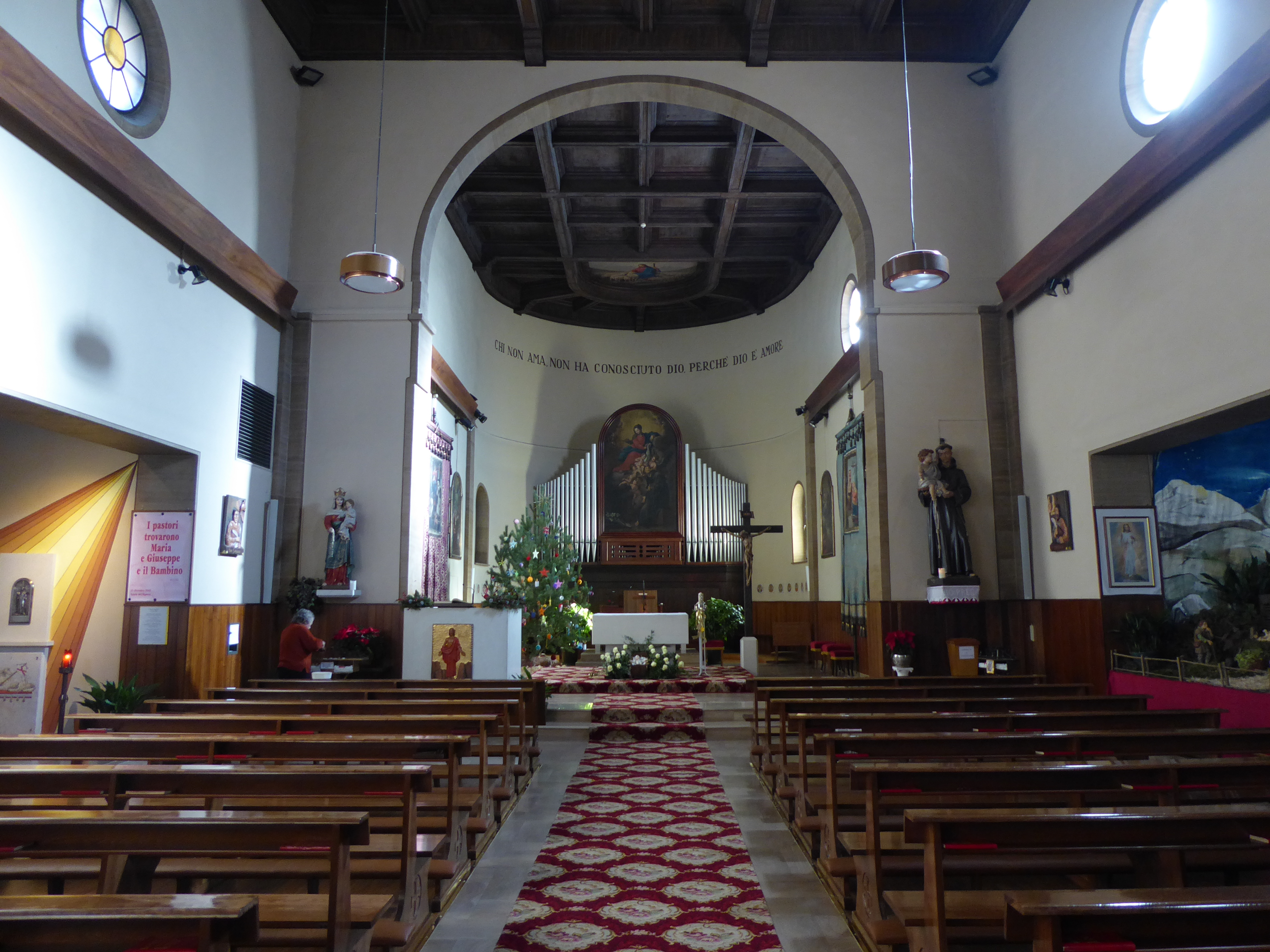
Navata della chiesa

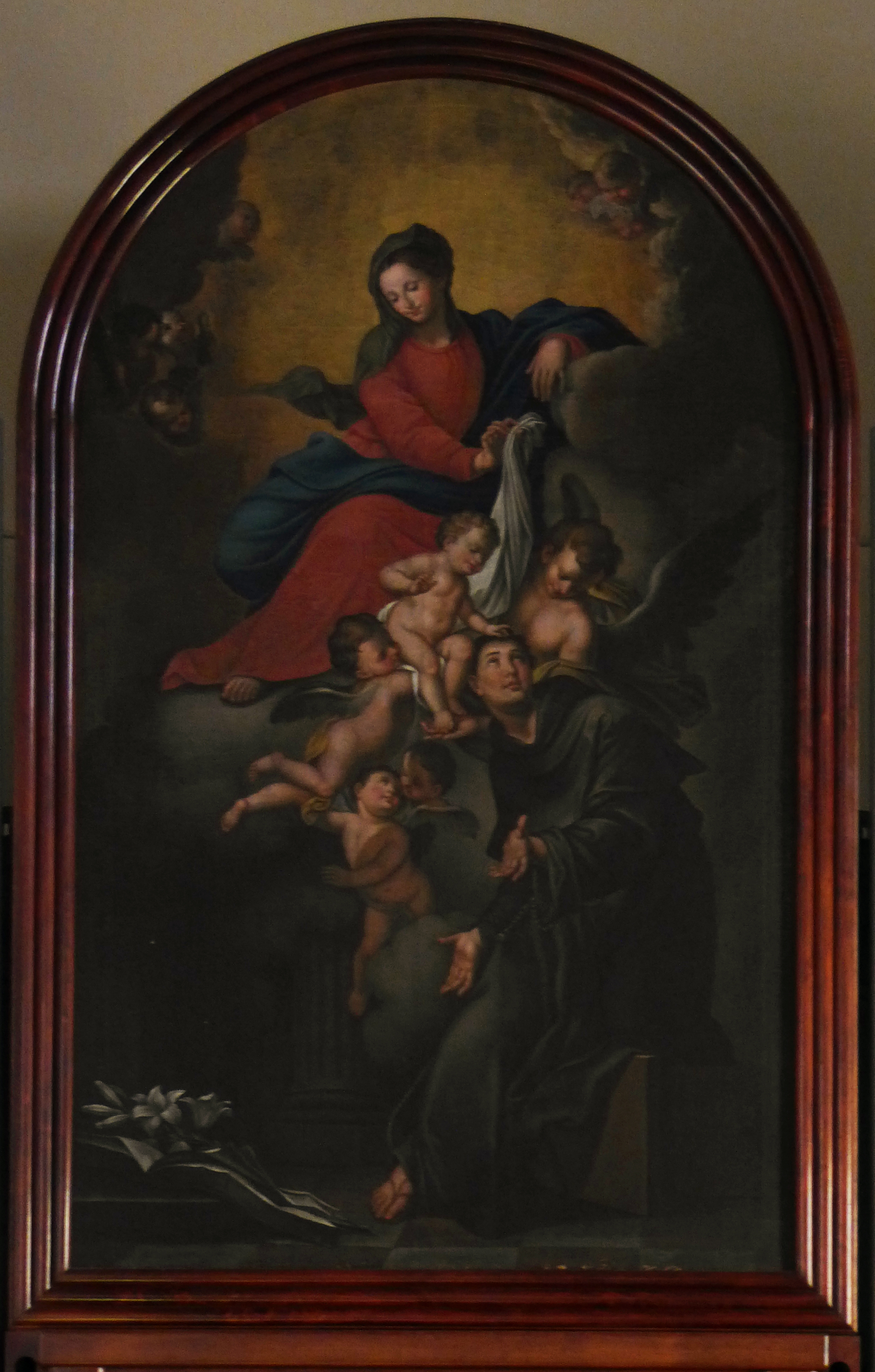
Pala d'altare

La prima pietra per la costruzione dell'edificio venne posta nel 1846, dopo aver scelto un luogo a metà strada tra le comunità di Molina di Fiemme e Predaia, e la nuova chiesa venne ultimata nel 1852. La benedizione intanto era già avvenuta un anno prima mentre la consacrazione solenne venne celebrata a cantiere chiuso dal vescovo di Trento Giovanni Nepomuceno de Tschiderer. Ottenne dignità di primissaria della curazia di Castello di Fiemme, legata alla pieve di Cavalese, nel 1855, e circa trent'anni dopo fu espositura curata.
All'inizio del XX secolo venne sistemata la parte esterna dell'edificio, rivedendo il sagrato davanti alla facciata. Ottenne dignità di chiesa parrocchiale dal 1920 anche se il riconoscimento ufficiale da parte della Repubblica italiana avvenne solo nel 1956.
Negli anni cinquanta l'edificio fu oggetto di una ristrutturazione molto importante. Vennero rifatti il tetto e le coperture interne, furono modificate le finestre e la parte sommitale della torre campanaria perse la sua copertura a cipolla sostituita da una a cuspide. In seguito nuovi miglioramenti portarono all'adeguamento degli impianti ed all'elettrificazione del movimento delle campane.
Nuovi interventi vennero realizzati sino agli anni ottanta con le modifiche liturgiche alla parte presbiteriale e gli spostamenti interni di tabernacolo e fonte battesimale. Fu rifatta la pavimentazione e vennero rivisti gli arredi, con l'installazione di un nuovo impianto per il riscaldamento e altre modifiche migliorative alla sala. Venne anche sostituito l'orologio sulla torre. Le ultime modifiche si sono realizzate entro il 2009, quando l'adeguamento liturgico è stato aggiornato, si è posta mano all'accesso davanti alla facciata e si è provveduto alla decorazione di parte degli interni. Sono state rifatte anche le coperture del tetto con nuove tegole in laterizio.

## Descrizione

### Esterni
La chiesa sorge in posizione elevata rispetto all'abitato, vicino all'altura del Croz de Cogòl e mostra orientamento verso sud-est. La facciata a capanna con due spioventi mostra il portale architravato incorniciato da mattonelle in granito sovrastato in asse da una finestra a bifora incorniciata in modo simile. La torre campanaria si trova in posizione arretrata sulla sinistra, la sua cella si apre con quattro finestre a monofora e sopra si trova un tiburio a base ottagonale con finestrelle su ogni lato con copertura apicale a forma di piramide acuta.

### Interni
La navata interna è unica ampliata dalle due cappelle laterali speculari e ospita l'organo a canne della ditta Tamburini di Crema. Le canne dello strumento fanno da cornice alla pala con Sant'Antonio di scuola della Val di Fiemme. Ai lati del presbiterio tele attribuite alla famiglia Unterperger e provenienti da una chiesa scomparsa, quella degli Angeli Custodi di Stramentizzo. 
La custodia eucaristica e il fonte battesimale sono collocati nelle cappelle laterali. Il presbiterio è leggermente elevato. La copertura interna è lignea a cassettoni con particolari dipinti.